# 广州 (古代)
广州，是中国古代的一个州，位於漢族地區南部，其范围曾覆盖今天的广东省、香港特别行政区、澳门特别行政区以及广西北部。

## 政區沿革
三国时，东吴政权分东汉的交州为交、广两州，北部为广州刺史部，治所在番禺（今广州市中心），广州的范围横跨今日广西壮族自治区、广东省、香港特别行政区、澳门特别行政区，只有南部今天湛江市（廣州灣）、北海市、玉林市、钦州市范围属于交州，北部桂林市、贺州市、韶关市范围属于荆州。
| 东吴廣州郡縣 |      |            |      |        |
| 州名         | 州治 | 郡名       | 县数 | 郡治   |
| 广州         | 番禺 | 南海郡     | 7    | 番禺县 |
| 广州         | 番禺 | 苍梧郡     | 11   | 广信县 |
| 广州         | 番禺 | 郁林郡     | 9    | 布山县 |
| 广州         | 番禺 | 高凉郡     | 3    | 思平县 |
| 广州         | 番禺 | 高兴郡     | 5    | 广化县 |
| 广州         | 番禺 | 桂林郡     | 6    | 武安县 |
| 广州         | 番禺 | 合浦北部尉 | 3    | 安广县 |

两晋基本沿用了三国建置，但到了南朝后期增设了大量州置，广州的范围也大大缩小。
隋朝废州置郡时，广州成为南海郡。之后唐朝恢复广州之名，但是范围已经缩小到了今天广州、佛山、江門，东莞、清远，以及惠州的部分。此后广州之名一直沿用至今，但是其范围已经与三国、两晋时期的广州有很大的区别。
| 隋代行政区划变迁 | 隋代行政区划变迁 | 隋代行政区划变迁 | 隋代行政区划变迁                                        | 隋代行政区划变迁                   | 隋代行政区划变迁                   | 隋代行政区划变迁            | 隋代行政区划变迁 | 隋代行政区划变迁 | 隋代行政区划变迁                                                                    | 隋代行政区划变迁 | 隋代行政区划变迁                                                                                         |
| 区分             | 開皇元年         | 開皇元年         | 開皇元年                                                | 開皇元年                           | 開皇元年                           | 開皇元年                    | 開皇元年         | 開皇元年         | 開皇元年                                                                            | 区划             | 大業三年                                                                                                 |
| ---------------- | ---------------- | ---------------- | ------------------------------------------------------- | ---------------------------------- | ---------------------------------- | --------------------------- | ---------------- | ---------------- | ----------------------------------------------------------------------------------- | ---------------- | --- |
| 州               | 广州             | 广州             | 广州                                                    | 广州                               | 广州                               | 東衡州                      | 東衡州           | 西衡州           | 新州                                                                                | 郡               | 南海郡                                                                                                   |
| 郡               | 南海郡           | 東官郡           | 清遠郡                                                  | 綏建郡                             | 乐昌郡                             | 始興郡                      | 安遠郡           | 陽山郡           | 新会郡                                                                              | 县               | 南海县 增城县 宝安县 翁源县 清遠县 政宾县 四会县 化蒙县 怀集县 曲江县 乐昌县 始興县 含洭县 義寧县 新会县 |
| 县               | 番禺县 增城县    | 宝安县           | 翁源县 清遠县 中宿县 威正县 廉平县 恩洽县 浮护县 政賓县 | 四会县 化蒙县 新招县 化穆县 化注县 | 始昌县 宋元县 安乐县 乐山县 義立县 | 曲江县 良化县 湞陽县 平石县 | 始興县           | 含洭县           | 盆允县 新夷县 義寧县 封乐县 初宾县 封平县 永昌县 始康县 新建县 熙潭县 化召县 怀集县 | 县               | 南海县 增城县 宝安县 翁源县 清遠县 政宾县 四会县 化蒙县 怀集县 曲江县 乐昌县 始興县 含洭县 義寧县 新会县 |

| 隋代行政区划变迁 | 隋代行政区划变迁 | 隋代行政区划变迁            | 隋代行政区划变迁                                        | 隋代行政区划变迁 | 隋代行政区划变迁            | 隋代行政区划变迁                   | 隋代行政区划变迁 | 隋代行政区划变迁                                 |
| 区分             | 開皇元年         | 開皇元年                    | 開皇元年                                                | 開皇元年         | 開皇元年                    | 開皇元年                           | 区划             | 大業三年                                         |
| ---------------- | ---------------- | --------------------------- | ------------------------------------------------------- | ---------------- | --------------------------- | ---------------------------------- | ---------------- | ------------------------------------------------ |
| 州               | 广州             | 广州                        | 广州                                                    | 广州             | 新州                        | 新州                               | 郡               | 信安郡                                           |
| 郡               | 高要郡           | 晋康郡                      | 宋隆郡                                                  | 梁泰郡           | 新興郡                      | 新寧郡                             | 县               | 高要县 端渓县 乐城县 平興县 新興县 銅陵县 博林县 |
| 县               | 高要县           | 端溪县 乐城县 悦城县 文招县 | 平興县 建寧县 初寧县 熙穆县 崇德县 招興县 崇化县 南安县 | 梁泰县           | 新興县 銅陵县 流南县 西城县 | 博林县 索盧县 撫納县 单牒县 南興县 | 县               | 高要县 端渓县 乐城县 平興县 新興县 銅陵县 博林县 |

| 唐朝广州辖县 | 唐朝广州辖县 |
| ------------ | --- |
| 618年        | 南海县、增城县、宝安县、新会县、义宁县、四会县、化蒙县、怀集县、政宾县、清远县、浛洭县、真阳县、曲江县、乐昌县、始兴县、翁源县           |
| 619年        | 南海县、增城县、宝安县、新会县、义宁县、四会县、化蒙县、怀集县、政宾县、清远县、浛洭县、真阳县（曲江县、乐昌县、始兴县、翁源县改设番州） |
| 621年        | 南海县、增城县、宝安县、四会县、化蒙县、怀集县、政宾县、清远县、浛洭县、真阳县（新会县、义宁县改属冈州）                                 |
| 622年        | 南海县、增城县、宝安县、政宾县、清远县（四会县、化蒙县改属南绥州，怀集县改属威州，浛洭县、真阳县改属洭州）                               |
| 623年        | 南海县、增城县、宝安县、清远县（废除政宾县）                                                                                             |
| 627年        | 南海县、增城县、宝安县、清远县（增设浛洭县、浈阳县）                                                                                     |
| 639年        | 南海县、增城县、宝安县、清远县、浛洭县、浈阳县（增设四会县、化蒙县、洊安县、怀集县）                                                     |
| 703年        | 南海县、增城县、宝安县、清远县、浛洭县、浈阳县、四会县、化蒙县、洊安县、怀集县（增设番禺县）                                             |
| 735年        | 南海县、增城县、宝安县、清远县、浛洭县、浈阳县、四会县、化蒙县、洊安县、怀集县、番禺县（增设新会县、义宁县）                             |
| 739年        | 南海县、增城县、宝安县、清远县、浛洭县、浈阳县、四会县、化蒙县、洊安县、怀集县、番禺县（新会县、义宁县改属冈州）                         |
| 757年        | 南海县、增城县、宝安县（改东莞县）、清远县、浛洭县、浈阳县、四会县、化蒙县、洊安县（改洊水县）、怀集县、番禺县                           |
| 805年        | 南海县、增城县、东莞县、清远县、浛洭县、浈阳县、四会县、化蒙县、洊水县、怀集县、番禺县（增设新会县、义宁县）                             |

唐朝天宝、至德年间一度改为南海郡。乾元年间恢复广州之名。元朝至元十五年（1278年）设置广州路。
明朝洪武元年（1368年）設廣東承宣布政使司於廣州府，位於今日廣州市。
至中華民國才正式成立廣州市政府，將當時的廣府（現時的廣州老四區）定名為「廣州市」。1949年10月14日，中華人民共和國设立廣州市人民政府。

## 刺史
孙吴广州刺史（牧）
- 呂岱，226年
- 熊睦，？至271年
- 滕修，271年至278年；279年至280年为广州牧
- 吴展，孙皓时
- 虞授，孙皓末
- 徐旗，278年至279年
- 闾丰，279年至280年

西晋广州刺史
- 闾丰，280年
- 滕修，280年至288年
- 诸葛京，约288年至290年
- 王毅，约296年至305年
- 嵇含，305年
- 王矩，306年
- 郭讷，309年至312年
- 王机，312年至315年
- 陶侃，315年至316年

东晋广州刺史
- 陶侃（317年－325年）
- 王舒（325年）
- 刘顗（325年－326年）
- 阮孚（326年）
- 朱伟（326年－327年）
- 卞敦（327年）
- 邓岳（330年－343年）
- 邓逸（344年－346年）
- 卞瞻（约347年）
- 滕含（358年－361年）
- 谢奉（361年－362年）
- 庾蕴（368年－371年）
- 罗友（384年－385年）
- 王淡（386年）
- 王猷（387年）
- 孔汪（388年－392年）
- 王怀之（393年－394年）
- 王欢之（395年）
- 张彭祖（太元年间）
- 桓玄（397年－398年）
- 刁逵（398年－402年）
- 吴隐之（402年－404年）
- 卢循（405年－410年）
- 褚裕之（410年－413年）
- 王镇之（413年－415年）
- 谢欣（415年－417年）
- 刘谦之（417年－419年）
- 张裕（419年－420年）

刘宋广州刺史
- 张裕（420年－424年）
- 刘湛（424年－425年）
- 江恒（425年－428年）
- 徐豁（428年）
- 程道惠（428年－429年）
- 孔默之（429年－433年）
- 韦朗（433年－438年）
- 陆徽（438年－444年）
- 陶愍祖（444年－445年）
- 刘道锡（445年－451年）
- 刘诞（451年）
- 刘祎（452年－453年）
- 王昙生（453年）
- 宗悫（453年－456年）
- 王翼之（456年）
- 王琨（456年－458年）
- 费淹（458年－460年）
- 刘子顼（460年－462年）
- 王翼之（462年－463年）
- 刘子真（463年，未任）
- 袁昙远（463年－466年）
- 刘勔（466年，未任）
- 费混（466年－467年）
- 羊希（467年－468年）
- 张辩（468年－469年）
- 刘伯融（469年－471年）
- 孙超之（471年－473年）
- 何恢（473年，未任）
- 陈显达（474年－477年）
- 沈景德（477年－478年）
- 周盘龙（478年，未任）
- 刘悛（478年－479年）

南齐广州刺史
- 刘悛（479年－481年）
- 沈景德（481年－484年）
- 赵翼景（484年－486年）
- 刘敕（486年）
- 萧惠休（486年－491年）
- 刘缵（491年－494年）
- 王思远（494年）
- 王诩（494年－497年）
- 萧季敞（497年－499年）
- 范云（499年）
- 颜翻（499年－501年）
- 胡元进（501年）
- 沈徽孚（501年－502年）

南梁广州刺史
- 徐元瑜（502年）
- 乐蔼（502年－？）
- 萧昌（507年－509年）
- 柳恽（509年－？）
- 萧元简（514年－？）
- 萧昂（517年－？）
- 李元履（天监末年）
- 元景隆（525年－？）
- 元景仲（529年－？）
- 萧劢（中大通年间）
- 萧映（542年左右－544年）
- 兰钦（544年左右）
- 萧誉（大同末年）
- 元景隆（太清初年）
- 元景仲（547年－549年）
- 萧确（549年）
- 萧勃（550年－557年）
- 王琳（552年－554年）
- 孙瑒（承圣末年）
- 王劢（557年）

南陈广州刺史
- 欧阳頠（557年－563年）
- 欧阳纥（563年－569年）
- 沈恪（569年－572年）
- 陈方泰（572年－574年）
- 陈叔坚（575年）
- 沈君高（576年－578年）
- 马靖（578年－584年）
- 陈方庆（584年－589年）

唐朝广州刺史（都督）
- 卫恪（618年—622年）
- 刘世让（623年）
- 刘感（623年）
- 王罗（武德年间）
- 冯立（627年）
- 刘感（628年）
- 齐善行（630年）
- 李瓌（贞观年间）
- 谢叔方（637年）
- 党仁弘（640年—642年）
- 独孤腾云（贞观年间）
- 萧龄之（644年）
- 刘德敏（662年—664年）
- 李孝逸（666年）
- 封言道（666年—675年）
- 李无或（675年）
- 丘孝忠（唐高宗时）
- 陈善弘（唐高宗时）
- 崔承福（唐高宗时）
- 冯君衡（唐高宗时）
- 邢思孝（唐高宗末年）
- 路元睿（684年）
- 王果（685年）
- 冯元常（687年）
- 姚璹（武周初年）
- 王方庆（692年—695年）
- 乙速孤行俨（700年）
- 蔡德让（701年）
- 周仁轨（705年—706年）
- 李千里（707年）
- 胡元礼（707年）
- 毕构（710年）
- 周利贞（712年—713年）
- 王元珪（开元初年）
- 李处鉴（715年）
- 萧璿（715年—716年）
- 宋璟（716年）
- 甄亶（717年）
- 苏琛（开元前期）
- 杨茂谦（开元前期）
- 韦琳（开元年间）
- 裴伷先（719年—722年）
- 李琚（727年—735年）
- 李尚隐（727年）
- 耿仁忠（730年）
- 李朝隐（733年—735年）
- 李璲（735年）
- 王冕（开元年间）
- 宋庭瑜（开元年间，未任）
- 宋鼎（739年）
- 梁昇卿（开元末年）
- 唐昭
- 杨屏
- 韦元礼
- 张寿
- 南海郡太守
- 韦利见（757年—758年）
- 张万顷（758年—760年）
- 赵良弼（760年—761年）
- 韦利见（761年）
- 杨谭（唐肃宗时）
- 张休（763年）
- 杨慎微（764年—767年）
- 徐浩（767年—768年）
- 李勉（768年—772年）
- 吕崇贲（772年—773年）
- 路嗣恭（773年）
- 李述（775年，遥领）
- 高翚（776年、777年）
- 张伯仪（777年—782年）
- 元琇（782年—784年）
- 杜佑（784年—787年）
- 李复（787年—792年）
- 薛珏（792年—795年）
- 王锷（795年—801年）
- 赵植（801年—802年）
- 徐申（802年—806年）
- 赵昌（806年—808年）
- 杨于陵（808年—810年）
- 郑絪（810年—813年）
- 马总（813年—816年）
- 崔咏（817年）
- 孔戣（817年—820年）
- 崔能（820年—823年）
- 郑权（823年—824年）
- 崔植（824年—826年）
- 胡证（826年—828年）
- 李宪（828年—829年）
- 崔护（829年—830年）
- 李谅（831年—833年）
- 崔珙（833年，未就任）
- 王茂元（833年—835年）
- 李从易（835年—836年）
- 卢钧（836年—840年）
- 高翚（843年）
- 崔龟从（844年—845年）
- 卢贞（845年—846年）
- 李玭（847年—848年）
- 李行修（848年—849年）
- 韦正贯（849年—851年）
- 纥干皋（851年—854年）
- 韦曙（855年—858年）
- 杨发（858年）
- 李燧（858年，未任）
- 李承勋（858年—859年）
- 萧倣（859年—860年）
- 韦宙（861年—868年）
- 郑愚（868年—871年）
- 郑从谠（871年—874年）
- 韦荷（874年—876年）
- 李迢（877年—879年）
- 郑续（879年—886年）
- 吕用之（886年，未到任）
- 裴璩（887年—889年）
- 刘崇龟（890年—895年）
- 陈珮（893年，未到任）
- 崔胤（896年，未到任）
- 李知柔（896年—900年）
- 崔胤（900年，未到任）
- 徐彦若（900年—901年）
- 刘隐（901年—911年）
- 裴枢（903年，未到任）
- 崔远（904年，未到任）
- 刘岩（911年—917年）

北宋知广州
- 潘美
- 尹崇珂
- 张延范
- 李符（976年、978年）
- 李晖（976年、981年—984年）
- 杨克让（979年—980年）
- 徐休复（980年、988年）
- 李昌龄（985年）
- 许仲宣（987年）
- 雷有终（990年—991年）
- 向敏中（991年—992年）
- 李惟清（993年）
- 刘昌言（994年—995年）
- 李琯（996年）
- 董俨（996年—997年）
- 张鉴（998年—999年）
- 索湘（1000年）
- 卢之翰（1001年—1002年）
- 凌策（1002年—1004年、1006年）
- 高绅（1005年）
- 马亮（1007年—1010年）
- 杨覃（1010年—1011年）
- 邵晔（1011年—1013年）
- 陈世卿（1013年—1016年）
- 李应机（1016年—1018年）
- 段煜（1019年—1022年）
- 周实（1022年—1024年）
- 陈从易（1025年—1027年）
- 苏惟甫（1028年）
- 狄棐（1028年—1031年）
- 郎简（1032年—1034年）
- 任中师（1035年）
- 刘赓（1036年—1037年）
- 徐起（1038年）
- 段少连（1038年—1040年）
- 贾昌龄
- 方慎言（1041年）
- 刘夔（1041年—1043年）
- 魏瓘（1044年—1047年）
- 王居白（1047年—1048年）
- 田瑜（1049年）
- 郎简（1050年—1052年）
- 魏瓘（1052年）
- 刘湜（1053年—1055年）
- 李兑（1056年—1058年）
- 魏炎（1059年—1061年）
- 余靖（1061年—1064年）
- 卢士宏（1064年—1066年）
- 吕居简（1067年）
- 元绛（1067年）
- 张田（1068年）
- 王靖（1068年—1070年）
- 程师孟（1071年—1073年）
- 陈侗（1073年）
- 苏寀（1075年、1076年—1077年）
- 刘瑾（1075年—1076年）
- 曾布（1077年—1078年）
- 陈绎（1078年—1080年）
- 熊本（1081年—1082年）
- 王临（1082年—1084年）
- 孙颀（1084年—1086年）
- 杨汲（1086年）
- 蒋之奇（1086年—1089年）
- 蔡卞（1089年—1090年）
- 路昌衡（1089年—1093年）
- 唐义问（1093年—1094年）
- 章楶（1094年—1095年）
- 王古（1096年）
- 柯述（1097年—1098年）
- 朱服（1099年—1102年）
- 刘拯（1102年）
- 时彦（1103年—1105年）
- 王涣之（1105年—1106年）
- 王端（1107年）
- 曾孝广（1108年）
- 方会（1109年）
- 席震（1109年—1111年）
- 陈举（1112年）
- 张励（1113年）
- 陈觉民（1114年—1116年）
- 程邻（1117年—1118年）
- 徐铸（1119年—1120年）
- 周穜（1120年—1121年）
- 孙羲叟（1121年—1123年）
- 孙竣（1124年—1126年）